# لوسیوس وروس
لوسیوس وروس با نام کامل لوسیوس اورلیوس وروس (به لاتین: Lucius Aurelius Verus)‏ (۱۵ دسامبر ۱۳۰ - ۱۶۹) امپراتور روم به‌طور مشترک با مارکوس اورلیوس (۱۲۱ - ۱۸۰) از سال ۱۶۱ میلادی تا هنگام مرگش در ۱۶۹ میلادی بود.

## زندگی
لوسیوس وروس با نام واقعی لوسیوس سیونیوس کومودوس (به لاتین: Lucius Ceionius Commodus) در ۱۵ دسامبر ۱۳۰ زاده شد. او پسر سناتور لوسیوس سیونیوس کومودوس بود که به عنوان جانشین امپراتور با عنوان لوسیوس آئلیوس سزار (به انگلیسی: Lucius Aelius Caesar) از سوی هادریان انتخاب شده بود. اما مرگ او در ۱ ژانویه ۱۳۸ سبب شد تا امپراتور هادریان، آنتونیوس پیوس را به جانشینی خود برگزیند. با این حال به آنتونیوس پیوس فرمان داد تا به عنوان جانشینان خود لوسیوس، پسر سناتور سیونیوس و خواهرزاده‌اش مارکوس آنیوس وروس را که به او نیز لقب سزار داده شده بود انتخاب کند.
پس از مرگ آنتونیوس پیوس در مارس ۱۶۱ میلادی، مارکوس آنیوس با عنوان مارکوس اورلیوس به امپراتوری روم رسید. با این حال او بر این موضوع پافشاری کرد که عموزاده و برادرخوانده‌اش لوسیوس سیونیوس نیز از همان جایگاه و قدرتی که به او داده شده است، به جز عنوان پونتیفکس ماکسیموس (کاهن اعظم) برخوردار شود. این موضوع مورد موافقت سنا قرار گرفت و لوسیوس نیز که در آن زمان کومودوس را از نام خود حذف و ورسوس را که کنیه اصلی مارکوس بود به نام خود افزوده بود، با عنوان لوسیوس وروس در کنار مارکوس اورلیوس به امپراتوری روم رسید. این برای نخستین بار بود که روم به‌طور مشترک توسط دو امپراتور اداره می‌شد.
باوجودی‌که لوسیوس وروس از اقتدار و جایگاهی برابر با دیگر امپراتور برخوردار بود ولی چنین می‌نمود که توانایی لازم برای ادارهٔ امپراتوری را ندارد و بیشتر دنباله‌روی و مطیع مارکوس اورلیوس است. در سال ۱۶۲ میلادی، لوسیوس وروس به مقابله با پارتیان که به پیشروی در ارمنستان و میان‌رودان پرداخته بودند فرستاده شد اما در حالی‌که که فرماندهان زیر دست او مشغول رقم زدن نتیجهٔ جنگ بودند، لوسیوس وروس در انتاکیه مشغول تفریح و وقت‌گذرانی بود. این نبرد در اکتبر سال ۱۶۶ میلادی با پیروزی رومی‌ها به پایان رسید و لوسیوس این پیروزی را به‌طور مشترک با مارکوس جشن گرفت و القاب آرمنیاکوس، پارتیکوس و مدیکوس (به عنوان فاتح ارامنه، پارت‌ها و مادها) به او داده شد.
در سال ۱۶۸ میلادی امپراتوری روم وارد جنگ با ژرمن‌هایی شد که خاک امپراتوری را مورد تاخت و تاز قرار داده بودند. این جنگ تا سال ۱۸۰ میلادی طول کشید اما لوسیوس پایان آن را ندید. هنگامی‌که مارکوس اورلیوس و لوسیوس وروس از میدان نبرد به روم باز می‌گشتند، لوسیوس دچار بیماری شد و چند روز بعد در حدود سال ۱۶۹ میلادی بر اثر آن درگذشت.